# Milena (film)
Pour les articles homonymes, voir Milena (homonymie).
Pour plus de détails, voir Fiche technique et Distribution.
Milena est un film franco-germano-canadien réalisé par Véra Belmont, sorti en 1991.

## Synopsis
Prague, 1920. Le père de Milena veut qu'elle suive ses traces et qu'elle soit l'un des premiers médecins féminins de Tchécoslovaquie, mais elle désire plutôt devenir écrivain. Elle se rend à Vienne avec le critique de musique Ernst Pollak, d'origine juive, et commence à correspondre avec Franz Kafka. Elle laisse ensuite Pollak et retourne auprès de son père, à Prague, et y traduit Kafka. Comme journaliste, elle suit la grève des ouvriers de la Ruhr en 1923 et y rencontre l'architecte communiste Jaromir. Ils se marient et ont une fille. Milena écrit alors pour un journal marxiste, jusqu'au départ de son mari pour l'Union soviétique. Elle doit alors faire face à la montée du nazisme dans les années qui vont mener à la Seconde Guerre mondiale, et se retrouve dans un camp de concentration.

## Fiche technique
- Titre allemand : Geliebte Milena
- Titre anglais : The Lover
- Réalisation : Véra Belmont
- Scénario : Véra Belmont, Louis Garfinkle et Marie-Geneviève Ripeau d'après le roman de Jana Černá
- Musique : Jean-Marie Sénia
- Photographie : Dietrich Lohmann
- Son : Michel Klochendler
- Production : Véra Belmont, Linda Gutenberg et Claude Léger pour Bavaria Film, FR3 Cinéma, Farena Films, Les Films de l'Amante, Sofinergie Films et Stéphan Films
- Pays d'origine :  France |  Allemagne |  Canada
- Format : Couleur - 35 mm - 1,66:1 - Mono
- Genre : drame
- Durée : 139 min
- Langue : anglais
- Dates de sortie : 
  - France : 9 janvier 1991

## Distribution
- Valérie Kaprisky : Milena Jesenská
- Stacy Keach : Jesenski
- Gudrun Landgrebe : Olga
- Nick Mancuso : Jaromir
- Peter Gallagher : Pollak
- Yves Jacques : Max Brod
- Jacques Penot : Simon Foreman
- Jeanne Marine : Lisa
- Philippe Caroit : Von Vollmar
- Claude Duneton
- Christine Fersen
- Maxime Leroux
- Pierre Romans : Hermann Bahr
- Philip Anglim : Kafka
- Clotilde Aras

## Accueil critique
La revue Positif jugeait dans le numéro de mars 1991 : « À aucun moment on ne voit l'unité de la vie de l'héroïne, l'idée qui la guide ni la force qui la pousse. À trop vouloir respecter la biographie de son personnage, la réalisatrice sacrifie l'émotion à l'authenticité. (...) De plus, il manque à Milena un style qui sortirait le film de cette illustration académique et engoncée. »
Le film fut un échec commercial.